# John Carroll Lynch
John Carroll Lynch, ameriški igralec in filmski režiser * 1. avgust 1963 Boulder, Colorado, ZDA.                                                                                                                                       
Lynch je najprej igral Norma Gundersona v filmu Fargo. Znan je tudi po televizijskem delu v komediji ABC Šov Drewa Careya kot brat naslovnega junaka, Steve Carey, pa tudi v ameriških grozljivkah kot npr. Grozljiva zgodba: Freakov Šov in Grozljiva zgodba: Kult kot Twisty the Clown. K ameriški grozljivki se je vrnil kot redna serija v ameriški grozljivi zgodbi: 1984, da bi upodobil Benjamina Richterja, znanega tudi kot gospod Jingles, glavnega morilca sezone. 
Njegovi drugi filmi v katerih je igral, so Pomerijo, Gran Torino, Zaklopni otok, Ted 2 in Vabilo k zobiaku. V filmu Ustanovitelj je Lynch upodobil tudi soustanovitelja McDonald'sa, Mauricea McDonalda. Kot režiser filma Lucky iz leta 2017 je imel tudi pogovor.
Carroll je poročen z igralko Brendo Wehle s katero ima dva otroka.